# Serbobosnios
Se considera serbobosnios a todas las personas de etnia serbia que habitan en Bosnia y Herzegovina, independientemente de su lugar de nacimiento o antepasados. Son una de las tres naciones, junto con bosníacos y bosniocroatas, que forman la república federal de Bosnia y Herzegovina.

## Consideraciones previas
Aunque el término etnia suele emplearse erróneamente como sinónimo de raza, lo más correcto es referirse a ella como una población humana en la cual los miembros se identifican entre ellos. Los factores que determinan esta composición étnica son entonces ideológicos: culturales, históricos y religiosos. Se puede hablar, pues, de una identidad serbia, aunque se trate de individuos no necesariamente nacidos ni ellos ni sus antepasados, en Serbia.
Los serbios son uno de los pocos pueblos eslavos que mantienen el nombre que tenían en la antigua patria eslava. Junto a ellos, los croatas son los únicos que mantienen su antiguo nombre. El resto de naciones eslavas obtuvieron sus nombres a partir de la migración de sus antiguos nombres eslavos.

## Población
El último censo de población de ACNUR, en 1953, registró 1.264.372 serbios, el 37,9 % de la población total de Bosnia y Herzegovina. Estimaciones más modernas apuntan alrededor del 37,1 % en 2000. La gran mayoría viven en el territorio de la República Srpska, Bosnia (región) y los cantones del Oeste de la Federación de Bosnia y Herzegovina. Los serbios son la etnia más extendida territorialmente de Bosnia y Herzegovina. La mayoría de los serbios de Bosnia son adeptos de la Iglesia Ortodoxa Serbia, mientras que una minoría son ateos. Los serbobosnios hablan el idioma serbio en su variante Ijekavian, similar a la de Montenegro, Croacia y Serbia occidental.

## Historia

### Edad Media
Los eslavos se establecieron en la región de Bosnia en la primera mitad del s. VII, habida cuenta de la consideración de Bosnia como una tierra por colonizar por el emperador bizantino Heraclio. Los registros históricos indican en Bosnia dos pequeñas ciudades habitadas, Kotor y Desnik, en ese momento, pobladas por serbios de Bosnia. En 753 formaron una unión territorial con el Principado de Rascia conocida como Surbia (Serbia, nativa llamada Zagorje) gobernado por el Gran Príncipe. En 822, el Príncipe Liudevit TransSavian de Panonia se desplazó a la Bosnia serbia para combatir a los francos y sus aliados. El príncipe Liudevit fue aceptado por el señor, y finalmente le engañó y asesinó. Las regiones occidentales se incorporaron al estado croata.
Algunos bosnios fueron bautizados en el cristianismo por misioneros bizantinos de las acciones de Cirilo y Metodio en los años 800.
A finales de 948, las luchas por el trono croata, incluían todos los territorios hasta el río Vrbas al oeste y el Sava al norte, mientras que el oeste y el norte de Bosnia permanecieron en el Reino de Croacia.

### Edad Contemporánea
En el siglo XX, Bosnia y Herzegovina se convirtió en un protectorado del Imperio austrohúngaro, a lo que los serbios se opusieron firmemente. En 1914, el militante nacionalista serbobosnio Gavrilo Princip asesinó al heredero del trono austohúngaro, el Archiduque Francisco Fernando en Sarajevo, lo que desencadenó la guerra con Serbia que originó la derrota de Austria-Hungría y la incorporación de Bosnia y Herzegovina al Reino de Yugoslavia.
Entre 1945 y 1948, a causa de la Segunda Guerra Mundial, alrededor de 70.000 serbios emigraron de Bosnia y Herzegovina a Vojvodina, antes de la derrota de la Alemania nazi.
Los serbios fueron la mayor de las dos comunidades constitutivas de Bosnia y Herzegovina (después tres, ya que los musulmanes de nacionalidad adquirieron ese estatus en 1968). En el primer censo de población realizado en la República Popular de Bosnia en 1948, había 1.136.116 serbios, un total del 44,3 % de la población de Bosnia y Herzegovina. En 1953, había 1.264.372 serbios, el 44,4 % de la población total bosnia. De acuerdo con el censo de población de 1961, los serbios eran 1.406.057, que representaban el 42,9 % de la población total.
Los serbios perdieron su supremacía como el mayor grupo étnico de la República Socialista de Bosnia y Herzegovina durante los años 1960 y 1970, siendo superados por los musulmanes de nacionalidad. De acuerdo con el censo de 1971, los serbios de Bosnia eran 1.393.148, el 37,2 % de la población. En 1981, había 1.320.644 serbios, o el 32 % de la población total. En ese año, los serbios constituían una mayoría en 27.255,2 km², el 53,3 % del total del territorio de Bosnia y Herzegovina, habitando el 34,4 % del total de viviendas. Había mayoría serbia en 2439 asentamientos (el 41,4 % del total de asentamientos serbios) y eran propietarios de un total del 51,4 % de la tierra de la república. En 1991, había 1.369.258 serbios en Bosnia y Herzegovina, el 31,4 % de la población total. No se sabe con exactitud cuántos de los que se declaraban yugoslavos eran de etnia serbia, pero se cree que en total constituían el 38 % de la población de Bosnia y Herzegovina.
En la década de 1990, dirigentes políticos serbios y croatas acusaron a ciertos elementos del gobierno de Bosnia y Herzegovina de ser pro-Islamistas y de intentar crear un nacionalismo bosnio. Los serbios boicotearon masivamente el referéndum de 1992 para la independencia de Bosnia de la República Socialista Federal de Yugoslavia. A pesar de que este fue reconocido por la comunidad internacional, a juicio de los dirigentes políticos serbios el resultado fue inconstitucional ya que la voluntad de una de las naciones constitutivas, los serbios, fue ignorada. El gobierno de Bosnia y Herzegovina declaró su independencia de todos modos -que no fue aceptada por el gobierno federal yugoslavo- lo que originó la formación de la zona autónoma serbia de Bosanska Krajina, con capital en Banja Luka, que no fue reconocida por el gobierno central, y que intentaron unir con la República Serbia de Krajina, en Croacia. Los dirigentes políticos serbios crearon su propia fuerza militar, asistida por el Ejército Popular Yugoslavo (JNA) y declararon la independencia de la República Srpska a finales de 1992. El gobierno croata-musulmán de Bosnia y Herzegovina no reconoció la nueva república, con capital en Banja Luka, cuyo presidente era Radovan Karadžić. A partir de ahí se desarrollaron constantes negociaciones para intentar evitar un conflicto armado, pero el liderazgo político musulmán de Bosnia y Herzegovina, comandado por su presidente Alija Izetbegović, se negó a descentralizar el recién creado país, lo que desembocó en la guerra de Bosnia.
Durante la mayor parte de la guerra, los serbios lucharon contra la alianza de bosnios y croatas, pero durante las hostilidades iniciales entre bosnios y croatas, los serbios colaboraron en gran parte con los croatas. Durante gran parte del conflicto, la República Srpska controló alrededor del 70 % del territorio de Bosnia y Herzegovina. A lo largo de toda la guerra, el Ejército de la República Srpska mantuvo el asedio de Sarajevo, al parecer con el fin de eliminar los recursos de las fuerzas musulmanas de Bosnia en lo que era la capital del estado bosnio-herzegovino, y recibió abundantes voluntarios y suministros de la República Federal de Yugoslavia. La República Srpska recibió un gran número de refugiados serbios de otras zonas, especialmente de Sarajevo, Herzeg-Bosnia y Croacia. En 1993, el plan de paz Owen-Stoltenberg propuso que los serbobosnios controlasen un 52 % de Bosnia y Herzegovina, lo que rechazó la parte musulmana de Bosnia por considerarla una concesión demasiado grande. En 1995, con la Operación Tormenta, el ejército croata eliminó la República Serbia de Krajina, y continuó la ofensiva al mando del general Ante Gotovina (condenado por crímenes de guerra por el Tribunal Penal Internacional para la ex Yugoslavia). Unos 250.000 serbios huyeron de Croacia a la República Srpska, tras la completa retirada de las fuerzas serbobosnias del río Una al río Sana. El ejército croata, con el apoyo de las fuerzas de la federación musulmana-croata de Bosnia y Herzegovina se aproximó a 20 km de la capital de facto serbobosnia, Banja Luka. La guerra se detuvo con los Acuerdos de Dayton, que reconocían la República Srpska, que comprende el 49 % del territorio de Bosnia y Herzegovina, como una de las dos entidades territoriales que forman la república federal. La parte serbia sufrió un total de 30.700 víctimas -16.700 civiles y 14.000 militares- de acuerdo con la Unidad de Demografía del TPIY. Aunque el número exacto es un dato controvertido, la gran mayoría de las víctimas fueron bosnios, y se convino en que la guerra de Bosnia se cobró la vida de unas 100 000 personas; serbios, croatas y bosnios. Ver: Bajas de la guerra de Bosnia.
La demografía de Bosnia-Herzegovina, así como la de la República Srpska fueron enormemente afectadas por la guerra. Las estimaciones actuales indican que unos 400.000 serbios ya no viven en la Federación de Bosnia y Herzegovina, la otra entidad de Bosnia que constituye el 51 % de su territorio. Por la misma razón, se calcula que unos 450.000 musulmanes bosnios y croatas que vivían en la República Srpska también fueron desplazados. Muchos serbios de Bosnia emigraron a países como Canadá, los Estados Unidos, Australia y Europa Occidental, además de los que se establecieron en Serbia y Montenegro. Algunos serbios de Croacia, huyendo de la ofensiva croata, se trasladaron a la República Srpska a raíz de la guerra, aunque la mayoría terminó en Serbia.

## Subgrupos
Los subgrupos de los serbios de Bosnia y Herzegovina se basan en su afiliación regional. Algunos de los principales subgrupos son los de Bosanska Krajina (Krajišniks), Bosnia, Semberija y Herzegovina.